# Windows Remote Assistance
Windows Remote Assistance е характеристика на Windows XP и следващите версии, която позволява на потребителя временно да контролира Windows компютър през мрежа или Интернет, за да се решат проблеми. Когато на системните администратори не им е удобно да посетят лично засегнатия компютър, Remote Assistance им позволява да разберат естеството на проблема, а често и дори да го поправят без да го посещават лично.
В Windows Vista Remote Assistance e напълно самостоятелно приложение и не използва Центърът за Помощ и Поддръжка (Help and Support Center) или Windows Messenger. Базирано е на Windows Desktop Sharing API. Двама администратора могат да се свържат с един и същи компютър едновременно. Друго полезно свойство е, че след рестартиране, сесията продължава. Поддържа се временно спиране на сесията, вградени диагностики, чат и файлов трансфер. Програмата е преработена така, че да натоварва по-малко нискоскоростните Интернет връзки. Поддържат се и NAT travelser-и, благодарение на което сесията е стабилизирана, ако потребителят работи на NAT устройство. Remote Assistance се конфигурира чрез Group Policy и поддържа конфигуриране от команден интерпретатор, с помощта на което могат да се проявят обикновените шорткътове.

## Свързване чрез Remote Assistance при Windows XP

### Създаване и изпращане на покана
1. Влизане в Старт меню\Help and Support
2. Щракване върху връзката „Use Tools to view your computer information and diagnose problems“
3. В таба „Tools“ щракване върху връзката „Remote Assistance“
4. Щракване върху „Invite someone to help you“
В появилия се прозорец са представени различни начини за създаване и изпращане на покани. Един от тях е създаването на .msrcincident файл, който се изпраща по Интернет и при отварянето му се създава връзката. Ето как се създава такъв файл:
1)Щракване върху „Save Invitation as file“ в дъното на страницата
2)В появилия се прозорец има текстово поле, където може да се въведе потребителско име. Отдолу може да се зададе за колко време да е активна връзката, за да се предпази от нежелани проблеми. След като настройките са зададени, се щраква върху бутона „Continue“.
3)Следващата стъпка е да зададе парола за файла. Тази парола ще е нужна и на поканения, за да може да отвори файла. Паролата се въвежда в двете текстови полета и се щраква върху бутона „Save Invitation“
4)Избор къде да се запази файлът и щракване върху „Save“
5. Изпращане файла на човека, който искате да се свърже с компютъра, като не се забравя да му се предаде и паролата
6. Когато поканата е приета, ще се появи диалогов прозорец, който съобщава, че някой се опитва да се свърже с компютъра чрез Remote Assistance. Ако се натисне „No“, връзката няма да се осъществи. Ако се натисне бутона „Yes“, човекът от другата страна ще може да вижда десктопа на потребителя.

### Приемане на покана
1. Отваряне файла, който ви е изпратен
2. В появилия се прозорец се въвежда паролата, предоставена от поканващия
След осъществяване на връзката, потребителите могат да използват инструментите на Remote Assistance от появилия се прозорец.
|  | Тази страница частично или изцяло представлява превод на страницата Windows Remote Assistance в Уикипедия на английски. Оригиналният текст, както и този превод, са защитени от Лиценза „Криейтив Комънс – Признание – Споделяне на споделеното“, а за съдържание, създадено преди юни 2009 година – от Лиценза за свободна документация на ГНУ. Прегледайте историята на редакциите на оригиналната страница, както и на преводната страница, за да видите списъка на съавторите. ВАЖНО: Този шаблон се отнася единствено до авторските права върху съдържанието на статията. Добавянето му не отменя изискването да се посочват конкретни източници на твърденията, които да бъдат благонадеждни. |